# Škrljevo
Škrljevo je naselje v Občini Šentrupert.